# کریسمس استثنایی هارولد و کومار
کریسمس استثنایی هارولد و کومار (انگلیسی: A Very Harold & Kumar 3D Christmas) یک فیلم در ژانر کمدی به صورت فیلم سه‌بعدی است که در سال ۲۰۱۱ منتشر شد. این فیلم سومین مجموعه هارولد و کومار می‌باشد.

## بازیگران
- جان چو
- کل پن
- پاولا گراچس
- نیل پاتریک هریس
- دیوید کرامهولتز
- ادی کی توماس
- الیاس کوتیاس
- پتن اسوالت
- توماس لنون
- دانیل هاریس
- دنی ترخو
- دیوید برتکا
- جیک جانسون
- جردن هینسن
- رزا
- ریچارد ریلی
- دانا دی‌لورنزو